# カイザー (単位)
カイザー (kayser)は、CGS単位系の波数の単位である。

## 定義
1カイザーは、「1センチメートルにつき1回の波数」（毎センチメートル、cm-1）を意味する。分光学において、電磁波の波数を表す際に用いられることが多い。国際単位系の波数の単位は毎メートルである。
また、カイザーはエネルギーを表す単位として便宜的に用いられることがある。その場合、1カイザーは「波数が1センチメートルにつき1回の電磁波が持つエネルギー」を意味し、102 m-1 × h × c ≈ 1.986 × 10-23 Jに相当する。ただし、カイザーの次元はあくまで[長さ]-1であり、エネルギーの次元とは異なる。

## 名称
この単位は、化学におけるスペクトルの膨大な地図を作ったハインリヒ・カイザーにちなんだものである。この単位は歴史的にKという記号で表される。しかし、この記号は国際単位系(SI)では温度の単位ケルビンに割り当てられている。このため、アメリカ国立標準技術研究所は、1 cm-1にKの文字を使用するのを中止するよう勧告している。また、日本ではcm-1をカイザーと呼ぶことがあるが、この単位名は公認されていないし、外国では使われていないため使用するべきでない。
初期にはバルマー (balmer)、リュードベリ (rydberg) という単位名称も提案された。